# 凱升控股

凱升控股有限公司，(港交所除牌前：0102)，業務為專注於澳門以外地區的博彩娛樂公司。
新濠國際(0200)主席何猷龍曾經在凱升持股37.15%
也是從安利有限公司的安利控股有限公司換取上市的，那時是2011年5月16日。事緣是2011年被新濠國際發展主席何猷龍私人公司Quick Glitter Limited收購，而在5月股東特別通過出售浴室設備貿易；雲石及浴室產品製造及出口；以及浴室產品零售及裝修業務，予給米高．葛林家族私人公司。
歷史
2013年7月10日，凱升控股有限公司簽定初步協議，收購位於俄羅斯海參崴的博彩娛樂項目的46%股權。此博彩娛樂項目涉及在俄羅斯遠東濱海地區的綜合博彩娛樂區 (「Primorye Integrated Entertainment Zone」或「濱海綜合娛樂區」) 內建設及營運一博彩娛樂度假村。濱海綜合娛樂區的地理位置優越，離海參崴國際機場僅20公里，離海參崴市中心50公里，持有合法博彩牌照，允許在濱海綜合娛樂區無限期地從事博彩娛樂業務。 項目計劃在濱海綜合娛樂區中的「Lot 9」地段建設一間博彩娛樂度假村。「Lot 9」地段的總面積約為90,245平方米，總規劃建築面積約為31,630平方米。該博彩娛樂度假村內的娛樂場計劃設有25張貴賓廳賭桌，40張中場賭桌及800台角子機，度假村內設有119 間酒店房間，以及其他飲食休閒場所。該綜合博彩娛樂區博彩娛樂度假村計劃在2014年9月開業，並將成為俄羅斯聯邦自2009年頒佈禁賭令整頓博彩業後在遠東地區第一家合法賭場。除了擁有項目的46%的股權，凱升控股將會收取總博彩收入的3%為管理整個項目的管理費用。
此項目的預期投資額約為1.3億美元，當中46%將由公司支付，5%將由新濠國際支付，餘下的49%將由俄羅斯交易方支付。俄羅斯交易方名為Elegant City Limited，是一間在英屬處女島註冊成立的公司，經重組後其受益人為兩名俄羅斯商人，主要從事濱海區內的建築業務，以往沒有博彩營運經驗。
俄羅斯海參崴的博彩娛樂項目下一步發展計劃
在簽定初步協議的同時，凱升控股已經與交易對方的關連公司簽定無法律約束力的諒解備忘錄，在「Lot 10」地段開發第二個博彩娛樂度假村。「Lot 10」地段與「Lot 9」地段相連。第二個博彩娛樂度假村將打造成集博彩、娛樂、餐飲、休閒及會展功能于一身的綜合娛樂度假村，預計設有購物中心，各國的特色餐飲場所，休閒水療中心，夜總會和會議展覽設施。「Lot 10」地段的總面積約為154,400平方米。第二個博彩娛樂度假村將包括一所設有300間房間的4星級酒店及一所設有200間房間的5星級酒店。娛樂場將設有500台角子機，100張VIP貴賓廳賭桌及70 張中場賭桌。第二個博彩娛樂度假村預計總投資額約為5億美元。
由2013年7月10日起，何猷龍先生已被委任為凱升控股非執行主席。
項目投資原因
考慮投資海參崴之博彩娛樂項目的四大誘因為:
1)	海參崴的優越地理位置
2)	有利營商的博彩稅制
3)	海參崴在2012年舉辦亞太經合高峰會後，成為旅遊焦點
4)	俄羅斯是少數與中國沒有領土糾紛的鄰近國家
海參崴與中國的吉林省及黑龍江省接壤，是接待北京市以北地區尤其是東三省的內地客人的理想地方。從哈爾濱及北京到海參崴的機程分別約為11/4小時和21/2小時。從陸路出發，居住在黑龍江省和吉林省的內地居民可以經中俄邊境的綏芬河，東寧及琿春口岸進入海參崴旅游觀光。鄰近客源所在地是一個博彩專區的成功關鍵。就以澳門為例，根據2012年之訪客統計，訪澳總旅客中63%來自中國，24%來自香港，4%來自臺灣。在中國訪客的總人數當中，92%以上來自北京以南的省份，並以廣東省佔半數以上。
與澳門的39%博彩稅相比，俄羅斯的博彩稅顯得微不足道。娛樂場只需每月繳納每張賭桌125,000盧布(3,750美元) 及每台角子機7,500盧布(225美元)之定額博彩稅。營運博彩業所得盈利更是免繳利得稅。 
受惠於2012年舉辦亞太經濟合作會議高峰會，海參崴獲得的聯邦政府龐大的投資，城市面貌煥然一新。海參崴現時擁有一個全新的國際機場，兩座宏偉的世界級跨海吊橋，及完善的公路網。  
俄羅斯聯邦與中國外交關係良好，是少數與中國沒有領土糾紛的鄰近國家。 因此，發生中國對國民出境簽證限制或出境旅遊管制的機會相當低。
假若建議交易實行，凱升控股將會轉型為專注於澳門以外地區的博彩娛樂公司。
凱升俄羅斯博彩度假村項目引入台資
2013年8月26日，凱升控股(00102)公布，新濠及凱升於俄羅斯投資的博彩及度假村發展項目Oriental Regent，將引入台灣伍豐科技旗下的Firich為業務夥伴。協議完成後，Firich將持有Oriental Regent之19%股權，投資額為1.5億元；而新濠及凱升將分別投資1930萬元及1.78億元，持有該項目5%及46%股權。
伍豐科技為一間於台灣證券櫃檯買賣中心上市之公司。其主要從事電子博彩機、多人博彩終端、視頻彩票終端及彩票投注機之製造、安裝及維護。其產品於澳門、中國大陸、台灣、韓國、美國及多個歐洲國家得到廣泛應用。待取得相關俄羅斯部門之批准後，預期伍豐科技將可透過提供專門為俄羅斯大眾市場硏製之電子博彩機而為FGCE 作出貢獻，以及協助FGCE 開發來自台灣及韓國之客源。投資協議之訂約方認為，引入Firich 作為該項目之新業務夥伴將為財團帶來重大協同效益。
關於濱海綜合娛樂區「Primorye Integrated Gaming Zone」
于2009年以前，博彩活動在俄羅斯非常活躍。 自2009年7月1日起，政府為求遏止博彩活動在主要城市的蔓延，俄羅斯聯邦政府頒佈除了四個邊境地區外全面禁止博彩及賭場活動。這四個邊境地區分別為Altai，Kaliningrad，Krasnodar/Rostov 和 Primorye。 俄羅斯語Primorye (英語意思為「Maritime Province」或中文「濱海省」)是俄羅斯遠東地區的一個省，西面與中國吉林省及黑龍江省接壤。 Primorye 的首府是海參崴(官方中文譯名: 符拉迪沃斯托克)，地理緯度及氣候與美國波士頓相近。
濱海綜合娛樂區的總面積約為620公頃。目前省政府只規劃了260公頃作為發展博彩娛樂度假村事業。濱海綜合娛樂區離海參崴國際機場僅20公里，離海參崴市中心也不過50公里。  根據目前法例，該博彩專區並無限制發出賭牌的數目。 然而，省政府表明濱海綜合娛樂區的賭牌數目屬意最多只有4至5個。

凱升配股抽5.4億 進軍俄國賭業
「小賭王」何猷龍打理的凱升控股(0102)，自7月份轉型進軍俄羅斯賭業後，短短4個月內，股價大升。凱升終於落實配股集資計劃，抽水逾5億元。同時，接近公司的消息稱，俄羅斯總統普京對凱升在海參崴的賭場度假村項目非常重視，親自了解進度，令有關項目有望在明年即可投入營運，進度遠超其他對手。
凱升以先舊後新形式配售5400萬股，集資5.4億元，為其進軍俄羅斯賭業籌措所需資金。是次配售價每股10元。雖然市場內一度傳出，凱升是次批股會引入澳洲賭王詹姆士．帕克(James Packer)，進軍俄羅斯，不過到昨晚卻傳出，詹姆士並沒有承購凱升的股份。是次配售，約佔用了其獲股東批准增發股份額度約43%。
凱升折讓配股 股價倒升逾一成
凱升（00102）雖折讓16%先舊後新配股，惟股價未止連日升勢，先跌後倒升逾14%，破頂高見14.3元。
美銀美林發表報告指，估計海參崴的綜合娛樂區在5年內市場價值發可達15億美元，給予凱升「購買」評級。
海參崴開賭 普京親自過問
另有消息指出，俄羅斯總統普京對「小賭王」的賭場度假村項目非常重視，又主動了解進度，近期亦與何猷龍共同出席圓桌會議討論。據稱，雖然在海參崴的綜合娛樂區內，尚有其他經營商會參與發展賭場，但凱升參與的項目已經有基本的建築。其他的賭場度假村的佔地，仍然是未完成平整。一般估計當「小賭王」有份參與的賭場度假村項目明年投入營運後，基本上做獨家生意。
據了解，由於海參崴為俄羅斯少有的不凍港，平均最低的溫度只有5至10度，與北美的氣候相若，因此對在冬天時處於嚴寒的中國東北遊客，具有吸引力。凱升亦正覑手籌劃，在賭場之外，增加更多元素，吸引更多遊客前臨。在加大中、俄兩地通關能力方面，則正待兩地協調。
俄羅斯將對中國過境遊客實行72小時免簽
俄羅斯國家杜馬近日通過一項法案，未來將對過境俄羅斯的外國遊客實行72小時免簽制度，中國被列入首批享受免簽國家的名單。10月末，俄羅斯國家杜馬一審通過了俄文化部起草的旨在更多地吸引外國遊客的一項法案。這項法案主要規定將對20個國家的空中過境俄羅斯遊客實行72小時的免簽制度。亞洲的中國、日本、韓國、新加坡，美洲的美國和加拿大以及一些主要歐洲國家都被列在首批名單之內。如果這項法案在俄羅斯議會最終得以通過，它將從2014年6月1日起開始實行。
這項免簽制度法案的解釋條款中也明確指出了過境外國遊客享受免簽的一些必要條件。最主要的條件就是過境遊客必須購買俄羅斯航空公司的機票飛抵11個可以提供國際中轉的俄羅斯境內主要城市的機場。當外國遊客抵達這11個俄羅斯機場中的一個並打算入境時，必須向俄海關同時出示護照、俄羅斯航空公司機票行程單、預訂酒店信息和醫療保險單。
就俄羅斯合作伙伴的最新個人發展，公司亦提醒股東，於就Primorye 博彩項目之營運及管理訂立之日期為二零一三年八月二十三日之投資及股東協議內，其中規定倘若任何相關博彩監管當局認為任何Primorye 博彩項目之股東屬不適當聯繫人士，凱升則有權選擇按公平值「買斷」該股東於Primorye 博彩項目的全部股權。
小賭王加注碼攻俄國賭業 凱升持海參崴項目達60%
「小賭王」何猷龍將加碼押注俄羅斯！何猷龍旗下的凱升控股（102）將會從俄羅斯當地拍檔的手中再購入多14%海參崴濱海賭場度假村股權，並會「泵大」項目投資額，為殺入俄羅斯賭業做足準備。
凱升宣佈將以1.57億元向俄羅斯商人Oleg Drozdov旗下的Elegant City購入負責海參崴賭場度假村項目的東雋14%股權，令集團在項目上的持股由46%增至60%，進一步鞏固大股東地位。至於在台灣上市的伍豐科技，亦將增持東雋股權1個百分點至20%。在交易完成後Elegant City的持股會由30%大減一半至15%，新濠（200）的股權則繼續維持於5%。作為賭場股東之一的Drozdov，早前曾涉及一項固體廢物處置設施不當經營手法而遭俄羅斯當局扣查。Drozdov是次減持項目的股權，將有助減少賭場項目未來融資的限制。據消息指，若Drozdov被定罪而被俄羅斯當局視為不適當經營賭業的人士，按投資協定，凱升有權買斷其餘下股權。
凱升增持東雋的權益後，亦即時決定「泵大」首期的投資額，由原定的10億元增至13.3億元，主要由於設計有所變更、設備升級及材料和勞工成本上漲。現時首期的賭場度假村項目將會興建約119間房的酒店、800台角子機、25張貴賓賭枱，15張中場百家樂賭枱及25張其他博彩遊戲的中場賭枱，預計今年第4季開業，原定9月份開幕將推遲。
除第一期的項目外，東雋亦已密鑼緊鼓為籌備於相連的地皮興建第二期的賭場度假村，預期初步設計連土地的收購成本約為7,750萬元。第二期項目將設有約300間房的四星級酒店、約200間客房的五星級酒店及有約500台角子機、100張貴賓賭枱及70張中場賭枱的賭場，並會興建購物中心、餐飲娛樂及會議設施，料於明年下半年動工。東雋已與中國建築，簽訂建設及融資諒解備忘錄，由中國建築負責興建第二期項目。  
凱升決定加注於海參崴賭場度假村後，亦即時向市場伸手「攞錢」作配合。集團以先舊後新的方式進行配股，持股33.8%的何猷龍將出售5,200萬股股份。據了解，配股錄得2倍超購，配股價為每股11.3元，較停牌前的收市價12.86元折讓12.13%，籌集約5.88億元。另外，何猷龍亦擬出售擴大後股本約3%的凱升股份予伍豐科技。   
花旗升凱升(00102.HK)目標價至23元 評級「買入」
花旗表示，凱升(00102.HK) 公布，該行將凱升目標價由19元上調至23元。為反映價值提升，上調凱升2014-16財年盈測24%至62%。凱升仍然為該行全球中小型賭博領域之首選，評級「買入」。

高盛: 凱升(00102) 將享3年壟斷 首予目標15.7元 
高盛最新發表的研究報告認為,凱升控股(102.hk)是股票市場中唯一純俄羅斯「海參崴」博彩股份。凱升首個俄羅斯海參崴(Vladivostok)賭場營運商, 於2018年前壟斷該市場，加上凱升控股姊妹公司新濠博亞娛樂（6883.hk）於博彩中介人業務上有良好關係，凱升新賭場相信能吸納北亞地區的尚未開發博彩新需求。高盛預測海參崴2016年的總博採收入將達到3.75億美元(約23.4億元人民幣),而到2010年會升至17億美元(約106億元人民幣)。
再者，海參崴當地的有效稅率為全世界最低，僅約1%，以及人工成本低廉，認為凱升有能力為賭客提供更多優惠吸引客戶, 料EBITDA利潤率達40%，預期資本回報率亦能超過60%水平，遠高於亞洲地區其他博彩市場的20-30%。
高盛認為，帶動股價主要的催化劑將會是2014年底凱升賭場度假村第一期開幕的消息。第一期度假村位於海參崴外博彩娛樂區第9號地段，凱升現已經與澳門 
幾個主要博彩中介人營運商商討引入貴賓廳VIP客人到新賭場。而短期的股價催化劑將會是俄羅斯國會國家杜馬通過包括中國及日本等二十個國家空中過境俄羅斯72小時免簽證的新政策。該議案已經通過國家杜馬一讀程序。
凱升擁有第一期度假村該博彩娛樂度假村60%股權，第一期娛樂場面積31,630平米，設有80張賭桌及786台角子機，度假村內設有119 間酒店房間。內部裝修將會由中國建築（滬：601668）負責，中建築在澳門曾興建「永利澳門」及「新濠天地」等項目。凱升亦會發展旁邊第10號地段的第二期賭場,同樣地擁有60%股權。現時海參崴已經有22家酒店營運，提供1,798間房間。另兩間凱悅酒店及3家酒店正在興建中，2020年前額外2,357間房間，總房間數目將升至3,857間。預計海參崴酒店房間不會對凱升賭場構成限制。
凱升大股東何猶龍同時是新濠國際（200.hk）及新濠博亞的主席兼行政總裁,在澳門經營博彩業擁有豐富經驗,旗下「新濠天地」中場每張賭桌收益為全澳門最高，較同業高38%。澳門6大博彩中介營運商中有4家都在新濠天地經營貴賓廳。以何猶龍的富經驗的管理團隊以及成熟的博彩中介網絡，有能力消除開發新市場的執行風險。
客源方面，中國東北三省（黑龍江，遼寧，吉林）及北京的高淨資產人士將會構成海參崴賭場尤其是貴賓廳的主要客源。中國約22%的高淨資產人士來自中國東北三省及北京，該地區人士到訪博彩市場如澳門及南韓的滲透率僅1.8%，相對澳門兩大訪客來源省份廣東省及福建平均滲透率6.4% ，反映華北市場並未妥善開發，將會形成海參崴娛樂區的主要客源。
中場方面，主要的客源估計會是來自中國，日本，南韓的海外遊客以及本地俄羅斯海參崴賭客。其中南韓人民在南韓只可以進入17家賭場中的Kangwon Land Casino，而該賭場已經過分擁擠，靠近南韓，海參崴賭場可以吸納該批賭客。而受到政府法規限制，南韓的博彩滲透率仍然偏低。日本現時仍然禁賭，2020年開放賭業前，日本熱衷於彈珠機耍樂的中產人士亦會是客源之一。而根據俄羅斯2009年禁賭的數據，俄羅斯人亦是相對熱衷博彩，其博彩收入佔GDP比重為0.53%，比澳門的0.45%及美國的0.39%高。俄羅斯本土客源亦會是凱升中場其中一個客源。
估值方面，未計及度假村第二期的收益，凱升現價股值為10.9倍企業倍數（EV/EBITDA），11.9倍2016年市盈率及0.37倍市盈率對增長比率（PEG ratio）。高盛首予凱升(00102.HK)「買入」評級看15.7元
凱升(00102) 2015年9月市價3.89元 

## 太陽城集團入主
太陽城集團董事局主席 周焯華在2019年4月以約7億港元購入凱升控股兩成四的股權
並任凱升控股集團主席及執行董事

## 外部連結
- 凱升控股[永久]
- 凱升控股擬配股再漲8%[永久]
- 凱升配股抽5.4億 進軍俄國賭業（页面存档备份，存于）
- 《大行報告》美銀美林：凱升(00102.HK)配股灘薄效應較預期少升目標價 （页面存档备份，存于）
- 俄羅斯將對中國過境遊客實行72小時免簽（页面存档备份，存于）
- 凱升俄賭場　五年內料回本
- 【港股直擊】高盛:凱升將享3年壟斷 首予目標15.7元
- Vladivostok Gaming - Primorye Integrated Entertainment Zone (Summit Ascent Holdings 102HK)
- Casino Mogul Lawrence Ho to Operate New Russian Casino
- [1]

1. ↑  太陽城7億購凱升近25股權拓俄國市場-兩股齊漲創新/